# Deborah Joy Corey
Deborah Joy Corey (ur. 1958 w Temperance Vale w prowincji Nowy Brunszwik) – kanadyjska pisarka.
Za swój debiut powieściowy Gdzie Eddie w 1994 otrzymała nagrodę literacką Books in Canada First Novel Award.
W 1983 poślubiła Billa Zildjiana. Para ma dwie córki. 

## Powieści
- Losing Eddie (1993) (wyd. pol. 2007 Gdzie Eddie)
- Encore Edie (2003) (wyd. pol. 2006 Liliowy staw)